# Större tuppgök
Större tuppgök (Geococcyx californianus) är en stor och marklevande gök som förekommer i södra USA och Mexiko.

## Utseende och läten
Större tuppgök är en mycket stor (52–58 cm) och slank gök med lång stjärt och långa ben. Fjäderdräkten är raggig och brunstreckad, och på huvudet syns en kort tofs som ofta hålls rest. Bakom ögat syns en  blå fläck och bakom den en röd.

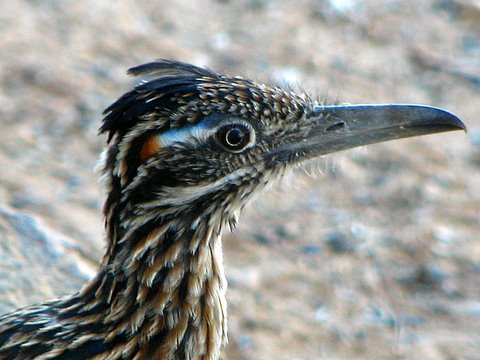

Den ses vanligen på marken och är en duktig löpare. Flykten är svag, vanligtvis bara korta glid. Lätet består av en långsam fallande serie med cirka sex ekande och mörka, duvlika toner. Den klapprar också med näbben.

## Utbredning och systematik
Större tuppgök förekommer från torra sydvästra USA till södra Mexiko, närmare bestämt från nordcentrala Kalifornien, Utah och Colorado österut till Missouri och Louisiana och söderut i Mexiko till södra Baja California, Michoacán, Puebla och Veracruz. Den behandlas som monotypisk, det vill säga att den inte delas in i några underarter.

## Levnadssätt
Större tuppgök hittas i öppna och torra busk- och gräsmarker och ökentrakter. Fågeln springer på marken på jakt efter favoritfödan ödlor och ormar, men tar även annan föda som insekter och andra leddjur. Fågeln ses ofta sitta på staketstolpar eller klippblock. Vanligen uppträder den enstaka, ibland även i par.

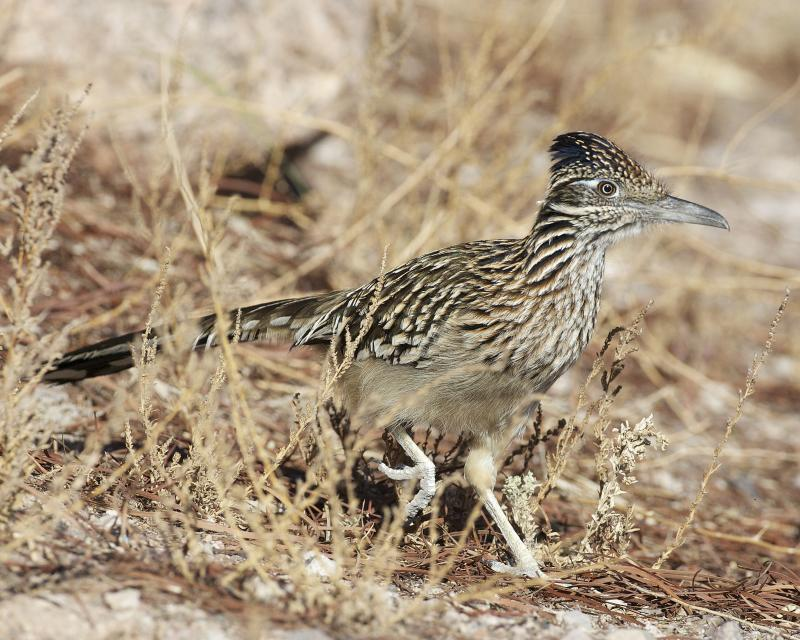

Större tuppgök är en av få djur som attackerar skallerormar. Ibland hjälps paret åt, där en fågel distraherar ormen och den andra smyger sig fram och nyper fast huvudet med näbben. Fågeln dödar sedan ormen genom att slå huvudet mot en sten.

## Status och hot
Arten har ett stort utbredningsområde och tros öka i antal. Internationella naturvårdsunionen IUCN listar den därför som livskraftig (LC). Beståndet uppskattas till 1,4 miljoner vuxna individer.